# Lesley Chilcott
Lesley Chilcott est une productrice et réalisatrice américaine de documentaire. Elle est connue comme réalisatrice pour CodeGirl et a reçu un Oscar en tant que coproductrice pour le documentaire Une vérité qui dérange.

## Filmographie

### Comme réalisatrice
- 2015 : CodeGirl (documentaire, 107 min)[3]
- 2014 : A Small Section of the World (documentaire, 62 min)[4]
- 2013 : CodeStars (court-métrage documentaire, 9 min)[5]

### Comme productrice
- 2010 : Waiting for Superman (documentaire, 102 min) réalisé par Davis Guggenheim[6]
- 2008 : It Might Get Loud (documentaire, 98 min) réalisé par Davis Guggenheim
- 2008 : A Mother's Promise: Barack Obama Bio Film (Court-métrage documentaire, 10 min) réalisé par Davis Guggenheim pour la Convention nationale démocrate de 2008
- 2006 : Une vérité qui dérange (documentaire, 96 min), Oscar du meilleur documentaire[7] réalisé par Davis Guggenheim